# All We Know Is Falling
All We Know Is Falling – debiutancki album zespołu Paramore wydany przez Fueled by Ramen 26 lipca 2005 roku. Płyta została nagrana w trzy tygodnie i znalazły się na niej piosenki, które zespół napisał od momentu swojego założenia, czyli od roku 2004.

## Lista utworów
1. „All We Know” – 3:13
2. „Pressure” – 3:05
3. „Emergency” – 4:00
4. „Brighter” – 3:43
5. „Here We Go Again” – 3:46
6. „Never Let This Go” – 3:40
7. „Whoa” – 3:21
8. „Conspiracy” – 3:42
9. „Franklin” – 3:18
10. „My Heart” – 3:59

## Bonusy w Japonii
1. „Oh, Star” – 3:50
2. „Here We Go Again” (Acoustic)
3. „Hallelujah” (Acoustic)

## Single
1. „Pressure” – 3:05
2. „Emergency” – 4:00
3. „All We Know” – 3:13

## Certyfikaty i sprzedaż
| Kraj                     | Certyfikat  | Sprzedaż |
| ------------------------ | ----------- | -------- |
| Australia (ARIA)         | złota płyta | 35 000+  |
| Stany Zjednoczone (RIAA) | złota płyta | 500 000+ |
| Wielka Brytania (BPI)    | złota płyta | 100 000+ |